# Hanover (Nowy Meksyk)
Hanover – jednostka osadnicza w Stanach Zjednoczonych, w stanie Nowy Meksyk, w hrabstwie Grant.